# Festuca sardoa
Festuca sardoa är en gräsart som först beskrevs av Christian Gottfried Daniel Nees von Esenbeck och William Barbey, och fick sitt nu gällande namn av Eduard Hackel. Festuca sardoa ingår i släktet svinglar, och familjen gräs. Inga underarter finns listade i Catalogue of Life.